# Darker Days Ahead
Darker Days Ahead es el segundo álbum de la banda estadounidense de deathgrind Terrorizer. Fue lanzado el 22 de agosto de 2006 por Century Media, diecisiete años después de su debut en 1989, World Downfall . El álbum abandona su Grindcore original por un estilo del grind influenciado por el Deathcore.  Darker Days Ahead es el último álbum de Terrorizer grabado con el guitarrista Jesse Pintado, quien murió cinco días después de su lanzamiento debido a una insuficiencia hepática.

## Listado de pistas
| N.º | Título                 | Duración |  |
| 1.  | «Inevitable»           | 1:03     |  |
| 2.  | «Darker Days Ahead»    | 3:46     |  |
| 3.  | «Crematorium»          | 3:54     |  |
| 4.  | «Fallout»              | 3:48     |  |
| 5.  | «Doomed Forever»       | 3:23     |  |
| 6.  | «Mayhem»               | 3:57     |  |
| 7.  | «Blind Army»           | 3:06     |  |
| 8.  | «Nightmare»            | 3:42     |  |
| 9.  | «Legacy of Brutality»  | 2:25     |  |
| 10. | «Dead Shall Rise V.06» | 3:32     |  |
| 11. | «Victim of Greed»      | 4:11     |  |
| 12. | «Ghost Train»          | 2:34     |  |

## Personal

### Terrorizer
- Anthony Rezhawk – voz
- Jesse Pintado - guitarras
- Tony Norman – bajo
- Pete Sandoval - batería, piano ("Ghost Train")

### Producción
- Juan "Punchy" Gonzalez – producción, ingeniería, mezcla, masterización